# Metazou basal
Conjunt de embrancaments d'animals primitius sense valor taxonòmic que agrupa cnidaris, ctenòfors, mixozous i placozous. Llurs relacions filogenètiques no són clares i existeixen diferents hipòtesis que relacionen aquests embrancaments entre ells i amb la resta dels animals que presenten simetria bilateral.